# قميم (إربد)
قميم قرية تقع في محافظة إربد في الأردن.

## الموقع
تقع قميم على بعد إحدى عشرة كيلو متراً إلى الشمال الغربي من مدينة إربد، وتعد إحدى القرى السبع التابعة للواءالوسطية ومركزه الإداري كفر أسد، ويقدر عدد سكانها بقرابة ستة آلاف نسمة يعمل جلهم في الوظائف الحكومية والجيش، مع وجود نسبة لا بأس بها من المغتربين في الخليج والولايات المتحدة ودول أوروبا، حيث هاجر عدد من أبناء القرية للعمل والدراسة منذ أوائل الخمسينيات من القرن الفائت.

## المكانة التاريخية
لقميم مكانة إستراتيجية من حيث قربها من نهر اليرموك حيث لا يفصلها عنه سوى أودية كفرأسد والمنصورة وأم قيس، وقربها من نهر الأردن حيث لا تبعد عنه أكثر من 20 كيلو متراً أفقياً، ولذلك فقد اتخذت موقعاً عسكرياً منذ أيام الآراميين ومروراً في العصرين الروماني والإسلامي الأول وحتى العصر الأموي، ويعتقد بعض المؤرخين الصهاينة أن مملكة يهوذا والسومرة قد امتدت حتى هذه البلدة وأن آثاراً يهودية ما زالت غير مكتشفة في المنطقة القريبة من بلدتي كفر رحتا وزحر، لكن هذا لا يعد أكثر من رغبات يهودية لإثبات وجودها في المنطقة العربية.

## سبب التسمية
يعتقد أن أصل تسمية قميم يعود إلى اسم الحامية الرومانية قيمقوس التي كانت أولى الحاميات الرومانية التي واجهت الجبش الإسلامي بقيادة خالد بن الوليد، ولكن المؤرخين العرب عربوها على النحو التالي: قميم، وتدور الروايات حول وجود آثار رومانية في الأراضي الغربية للبلدة لم تكتشف بعد، أما في اللغة الآرامية فمعنى قميم هو بيت النار، وثمة روايات تشير إلى أن الأراميين كانوا يوقدون النار في هذه البلدة أيام الحصاد ومنه اشتق الاسم، وثمة مراجع تاريخية أخرى تشير إلى اتخاذ أحد التابعين في زمن الخليفة معاوية ابن سفيان واسمه عمير بن قميم هذه البلدة مسكناً له، إلا أن هذه المراجع لا تؤكد موقع البلدة، وتبقى رواية أخيرة تقول بأن القرية تقع بين عدة قمم ولذلك سميت قميم وهذا أضعف الاحتمالات.

## التعليم في قميم
من جهة أخرى، فإن نسبة التعليم في البلدة مرتفعة جداً مقارنة بالقرى المحيطة حيث تميزت قميم بمستوى تعليمي عال ومستوى ثقافي متميز لأبناء البلدة، فهناك الأطباء الجراحون والأساتذة في الجامعات الأردنية وخاصة لدى الإناث، حيث يوجد نسبة ملحوظة من خريجات كليات الطب والصيدلة والهندسة والعلوم والاقتصاد واللغات، وهن يعملن في مجالات العمل المختلفة، هذا بالإضافة إلى نسبة مماثلة أو أقل قليلاً لدى الذكور، وخاصة أن مئات الشباب من قميم استقر في العاصمة عمان ويعمل فيهاـ وإن عدد كبير من أبناء البلدة يدرسون في الخارج، وإن شباب وشابات القرية يتطلعون للرقي بالشهادة الدراسية والعمل على تحسين المستوى المعيشي والمستوى الدراسي، كما لوحظ لاحقا أن نسبة من شباب قميم يدرسون ويعملون في بريطانيا ومعظم دول أوروبا.

## الدور الاجتماعي لقميم
تعتبر قميم سباقة في توجهاتها ومبادرتها الاجتماعية مقارنة بالقرى المجاورة، حيث تأسست جمعية خيرية منذ عام 1971 ومارست دورا نشطاً في العمل الخيري والاجتماعي، وكان لبلدية قميم في الثمانيات والتسعينيات دورها الكبير في تحسين الخدمات من طرقات وبنية تحتية وتنظيم، كما أن ملتقى قميم الثقافي يعتبر الملتقى الوحيد في المنطقة الذي يكرس للعمل الثقافي عبر رؤية تنويرية، ولا ننسى التميز الثقافي والاجتماعي لأبناء البلدة المتميزين في مجالات عملهم المختلفة.

## المرأة في قميم
تداعت سيدات قميم إلى تاسيس جمعية تعاونية هدفها خدمة المجتمع وخلق مشاريع إنتاجية صغيرة مدرة وفرص عمل من شأنها أن تحد من غول الفقر والبطالة وتحسين مستوى المعيشة، حيث قطعن مشوارا طويلا بفترة زمنية قصيرة وحققن نجاحات كثيرة في مجالات مختلفة حتى وجدت الجمعية الدعم والتاييد والمؤازرة وأصبحت منارة اشعاع وعطاء.
ويأتي تأسيس جمعية تعاونية متعددة الأغراض استجابة لحاجات المجتمع المحلي وتحسين الوضع المعيشي من خلال مشاريع إنتاجية صغيرة مدرة، مثل تربية المواشي والنحل وإنشاء بقالات صغيرة ومشاتل، وحفر آبار لجمع مياه الأمطار واستصلاح قطع أراض صغيرة أ وغيرها من المشاريعأ وتوفير فرص العمل للحد من البطالة والفقر وتفعيل دور المراة في خدمة المجتمع والبيئة وتفعيل دور المشاركة في التنمية الشاملة.

## الزراعة في قميم
تشير المصادر إلى حوالي ستة آلاف دونم زراعي ضمن محيط القرية، يوجد في أغلبيتها شجر الزيتون حيث تم البدء بزراعته منذ أوائل السبعينيات من القرن الفائت، مع وجود القليل من الأراضي التي ما زالت تزرع بالقمح والحبوب، ويرجع السبب لزراعة الزيتون على حساب الزروعات الأخرى
إلى هجران معظم أهالي قميم للزراعة ورغبتهم في الحصول على منتج الزيت الذي لا يحتاج إلى كثير من الجهد مثلهم مثل حال العديد من القرى المجاورة.
تعتبر تربة قميم من الترب الخصبة وهو ما يثبته واقع شجرة الزيتون وطبيعة الزيت الذي ينتجه أهل القرية ويلقى رواجاً في منطقة الشمال وصولاً إلى عمان والعقبة وبقية مدن المملكة.

## الحياة العامة في القرية
تعتبر قميم من القرى الصغيرة التي اكتسب شهرة نادرة بالنظر إلى البيوت الفاخرة التي تنتشر في القرية حيث الاعتناء بالحجر الأبيض والقرميد والحدائق المنزلية، ويعود ذلك إلى مستوى المعيشة المرتفع لدى معظم أهل القرية حيث عمل أغلبهم في الخارج.
يوجد في قميم مدرسة للذكور منذ أربعينيات القرن الماضي فيما اليوم هناك أربع مدارس حكومية وواحدة خاصة، كما يوجد مركز صحي شامل إضافة إلى مجلس بلدي أسس عام 1977 حيث جرت أول إنتخابات بلدية هذا العام، وتحظى القرية بوجود جمعية قميم الخيرية التي تم تأسيسها عام 1971 وملتقى قميم الثقافي الذي خرج إلى النور عام 1997، وجمعية نساء قميم التي أوجدت في الفترة الأخيرة.
هناك أكثر من مئة محل تجاري في البلدة وخمسة مساجد. وترتبط البلدة بشبكة مواصلات منها إلى باقي قرى الوسطية وصولاً إلى الشونة الشمالية في الشمال الغربي وإربد في الجنوب الشرقي وقرية زحر من الشرق، وهناك أربعة خطوط باصات منها وإلى مدينة إربد.